# Pișchia
Pișchia (en hongrois : Hidasliget ou Piski, en allemand : Bruckenau) est une commune du județ de Timiș en Roumanie.